# Konstantyn Paleolog (brat Michała VIII)
Konstantyn Paleolog (gr.  Κωνσταντίνος Παλαιολόγος) (ur. ok. 1230, zm. 1271) – przyrodni brat Michała VIII Paleologa, syn Andronika Paleologa i jego drugiej żony o nieznanym imieniu.  

## Życiorys
Życie Konstantyna jest nieznane aż do 1259 roku, kiedy to został mianowany cezarem przez Michała VIII, swojego starszego przyrodniego brata. W następnym roku otrzymał tytuł sewastokratora. Dowodził siłami bizantyńskimi w nieudanej kampanii przeciwko łacińskiego Księstwa Achai. Zmarł w 1271 roku. Konstantyn był żonaty od około 1259/60 z Ireną Komneną Laskarina Branainą. Miał z nią pięcioro dzieci: 
- Michał Komnen Branas Paleolog
- Andronik Branas Dukas Angelos Paleolog
- Maria Komnena Branaina Laskarina Dukaina Tornikina Paleologini, żona Izaaka Komnena Dukasa Tornikiosa.
- Teodora, żona Jana Komnea Dukasa Angelosa Synadenosa
- córka, żona Smilca, cara bułgarskiego w latach 1292 – 1298.